# Harle Sand
Die Harle Sand war ein Seebäderschiff, das hauptsächlich für Ausflugsfahrten von Harlesiel zu den Seehundsbänken und Tagesfahrten eingesetzt wurde.

## Geschichte
Das Schiff wurde 1972 unter der Baunummer 116 auf der Julius Diedrich Schiffswerft in Oldersum gebaut. Die Kiellegung fand am 12. April, der Stapellauf am 16. Juni 1972 statt. Die Fertigstellung des Schiffes erfolgte am 1. Juli 1972.
Das Schiff wurde zunächst für Fahrten auf Ems und Leda eingesetzt. 1977 wurde das Schiff um 6,5 Meter auf die heutige Länge verlängert und bis 1991 zwischen Helgoland, Wangerooge, Wilhelmshaven und Hooksiel eingesetzt.
Ab 1991 wurde das Schiff nur noch für Ausflugsfahrten von Harlesiel aus genutzt. Nachdem die SIW Wangerooge im Jahr 2007 die Schiffe Jens Albrecht 2 und Jens Albrecht III gechartert hatte, gab es für die Harle Sand kaum noch Verwendung. Daher wurde die Harle Sand seitdem nur noch für sehr wenige Verstärkungsfahrten eingesetzt. 2008 vercharterte man es an die Schifffahrt der Insel Spiekeroog für Frühfahrten, 2012 wurde die Harle Sand für Frühfahrten nach Wangerooge eingesetzt und Anfang 2013 übernahm sie die Ausflugsfahrten der Harle Kurier ab Wilhelmshaven.
Anfang 2018 wurde das Schiff zur Verschrottung an das Unternehmen Smedegaarden in Esbjerg verkauft.
Im Oktober 2018 wurde die Harle Sand von Laundy Lindahl gekauft und nach Svendborg überführt, um sie dort als schwimmendes Restaurant zu nutzen.

## Technische Daten
Der Antrieb des Schiffes erfolgte durch zwei Volvo-Penta-Dieselmotoren mit 350 kW Leistung, die über Untersetzungsgetriebe auf zwei Festpropeller wirkten. Für die Stromerzeugung stand ein Dieselgenerator zur Verfügung.